# Strzelczykowate
Strzelczykowate, strzelczyki, pryskaczowate (Toxotidae) – rodzina małych ryb okoniokształtnych.

## Występowanie
Wody morskie, estuaria i rzeki wzdłuż wybrzeży Indii do Filipin, Australii i Polinezji.

## Cechy charakterystyczne
Nazwa rodziny wywodzi się ze specyficznego sposobu pobierania pokarmu przez przedstawicieli rodziny. Polują na owady wytryskując strumień wody z pyszczka, dzięki czemu strącają je do wody.

## Klasyfikacja
Do rodziny zaliczany jest rodzaj –:
Toxotes